# Enquête dangereuse
Enquête dangereuse est un téléfilm américain réalisé par Michael Miller, diffusé en 1992.

## Synopsis
Une avocate prend la défense de sa cliente qui est accusé de vol d'un bijou.

## Fiche technique
- Titre : Enquête dangereuse (autre titre Criminelle Attitude)
- Titre original : Criminal Behavior
- Réalisateur : Michael Miller
- Scénario : Wendell Mayes d'après le roman L'Affaire Fergusson (The Ferguson Affair) de Ross Macdonald
- Musique : Mike Garson
- Producteurs : Preston Fischer, John Perrin Flynn, Marge Schicktanz, Benjamin A. Weissman
- Directeur de la photographie : Thomas Burstyn
- Monteur : Benjamin A. Weissman
- Durée : 90 minutes
- Genre : Thriller
- Date de diffusion 
  -  États-Unis 11 mai 1992

## Distribution
- Farrah Fawcett : Jessica Lee Stubbs
- A Martinez : Pike Grenada
- Dakin Matthews : Albee Ferguson
- John Hancock (VF : Michel Vigné) : Lieutenant Wills
- Cliff De Young : Darrel Smathers
- Angela Paton : Adelaide
- Nada Despotovich : Ella Barker
- Andrew Robinson : Spears
- Hugo Napier
- Mark La Mura
- James Gammon : Roy Stubbs
- Romy Windsor : Hilda / Holly May
- Jane A. Johnston : Melba
- Yvette Cruise : Secundina
- Joyce Guy : Estelle